# カンムリキジ
カンムリキジ（冠雉、Catreus wallichii）は、キジ目キジ科カンムリキジ属に分類される鳥類。本種のみでカンムリキジ属を構成する。

## 分布
インド北西部、ネパール、パキスタン北部

## 形態
全長オス95-112cm、メス61-76cm。翼長オス23.5-27cm、メス22.5-24.5cm。体重オス1.4-1.7kg、メス0.9-1.4kg。後頭には羽毛が後方へ伸長（冠羽）する。尾羽は長く、枚数は16枚。全身は淡褐色の羽毛で被われる。背は灰色の羽毛で被われ、黒い横縞や鱗状の斑紋が入る。尾羽には赤褐色、白、黒の横縞が入る。
眼の周囲には羽毛がなく、赤い皮膚が露出する。虹彩はオレンジがかった褐褐色。嘴は長く、色彩は黄白色。後肢は短く、色彩は灰褐色。
卵は長径5.3cm、短径4.9cm、卵を覆う殻は淡黄色みを帯びた灰色。
オスは冠羽や尾羽が長い。皮膚の露出部はより大型で、後肢に蹴爪がある。メスは冠羽や尾羽が短い。肩羽の羽軸に沿って淡色の斑紋（軸斑）が入る。

## 生態
標高1,200-3,250mにある低木が生えた草原、峡谷などに生息する。
食性は雑食で、植物の葉、根、果実、種子、昆虫などを食べる。
繁殖形態は卵生。婚姻形態は一夫一妻。4-6月に草や茂みの中に巣を作り、1回に9-12個の卵を産む。抱卵期間は26日。

## 人間との関係
開発による生息地の破壊、狩猟などにより生息数は減少している。